# Orjol (Schiff, 1668)
Die Orjol (auch Orel, (russisch Орёл, deutsch: Adler)) war ein in Russland gebautes Kriegsschiff. Zar Alexei I. befahl den Bau des Schiffs, um damit die russische Handelsschiffe auf dem Kaspischen Meer zu schützen. Die Orjol wurde zwischen 1667 und 1668 von der Schiffswerft in Dedinovo auf dem Fluss Oka gebaut. Obwohl die Orjol 1670 erobert und zerstört wurde, hat sie bleibende Bedeutung als Symbol für die Geburt der russischen Seemacht. Die Orjol wird oft als das erste russische Segelschiff westeuropäischen Typs betrachtet.

## Vorgeschichte und Konstruktion

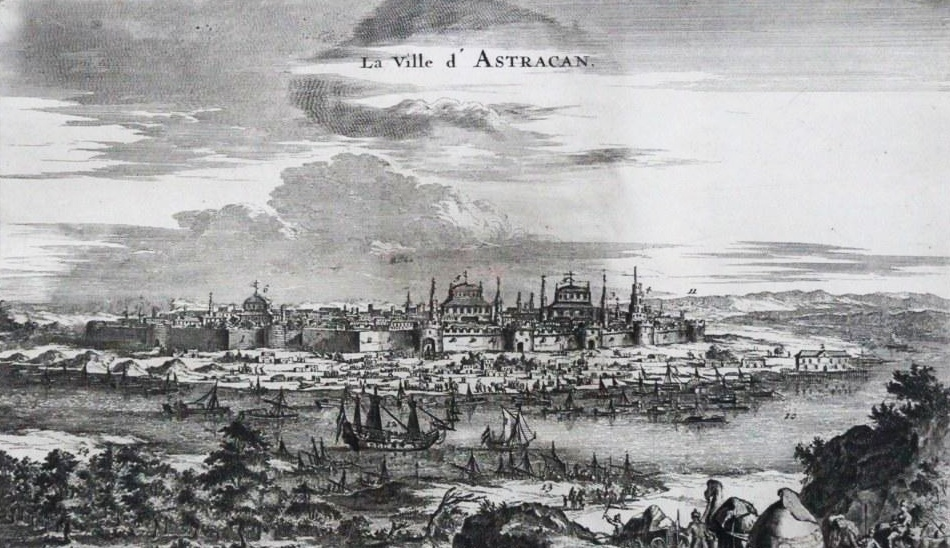
Die Fregatte Orjol in Astrachan

Während des 17. Jahrhunderts entwickelten Russland und Persien engere wirtschaftliche Beziehungen. Handelsgüter waren vorrangig Tuche und Seide. Die Verschiffung der Güter wurde über das Kaspische Meer und die Wolga durchgeführt, mit Astrachan als Handelszentrum. Dieser Weg diente dem Handel Russlands, Persiens und ganz Europas. Insbesondere niederländische und englische Händler waren auf der Route aktiv, auch der Deutsche Adam Olearius war als Abgesandter aus Schleswig-Holstein-Gottorf entsandt worden.
Um diesen wachsenden Markt zu schützen, legte Zar Alexei I. ein Marineschiffbauprogramm auf. Eine Werft wurde südwestlich von Moskau in Dedinovo, einer Stadt an der Oka in der heutigen Oblast Moskau, gebaut. Das Projekt wurde vom Bojaren Afanasij Lawrentjewitsch Ordin-Naschtschokin betreut. Aus Amsterdam wurden erfahrene Schiffsleute, darunter Carsten Brandt, angeheuert, und Cornelius van Bockhoiven, ein in Moskau lebender Niederländer, wurde wegen seines Schiffbauwissens engagiert. Die Orjol wurde zusammen mit einer Yacht und zwei kleineren Schiffen hergestellt.
Das Schiff war ein Dreimaster-Segelschiff, 24,5 Meter lang, 6,5 Meter breit und verdrängte 150 Tonnen. Sie hatte eine Besatzungsstärke von 60 Mann und war mit 22 Kanonen bewaffnet. Über das äußere Erscheinen sind wenige Informationen vorhanden. Aber in einem Ukas wird beschrieben, dass das Schiff den Namen Orjol erhalten soll und dass am Heck und Bug je ein Adler angebracht und auf den Flaggen und Fahnen Adler aufgestickt werden sollen.
Die Orjol erreichte Astrachan im August 1669, erfüllte aber nie ihre vorgesehene Mission und segelte wahrscheinlich nie auf dem Kaspischen Meer. Die Rebellen Stenka Rasins überfielen in dieser Zeit russische Städte. Zum Schutz Astrachans wurden Besatzung und Bewaffnung der Orjol zur Verteidigung abkommandiert, während das Schiff weiterhin vor Anker lag. Einige der Schiffsgeschütze wurden in die Zitadelle gebracht. Als die Kosaken die Stadt im Juni 1670 eroberten, nahmen sie das Schiff in Besitz, verbrannten es oder versenkten es in einem Flussarm.